# 建宁路街道
建宁路街道，是中国江苏省南京市鼓楼区下辖的一个街道办事处（乡镇级行政单位）。

## 行政区划
建宁路街道下辖以下地区：
滨江花园社区、工农新村社区、四平路社区、新民路社区、城河村社区和安乐村社区。